# 担根体

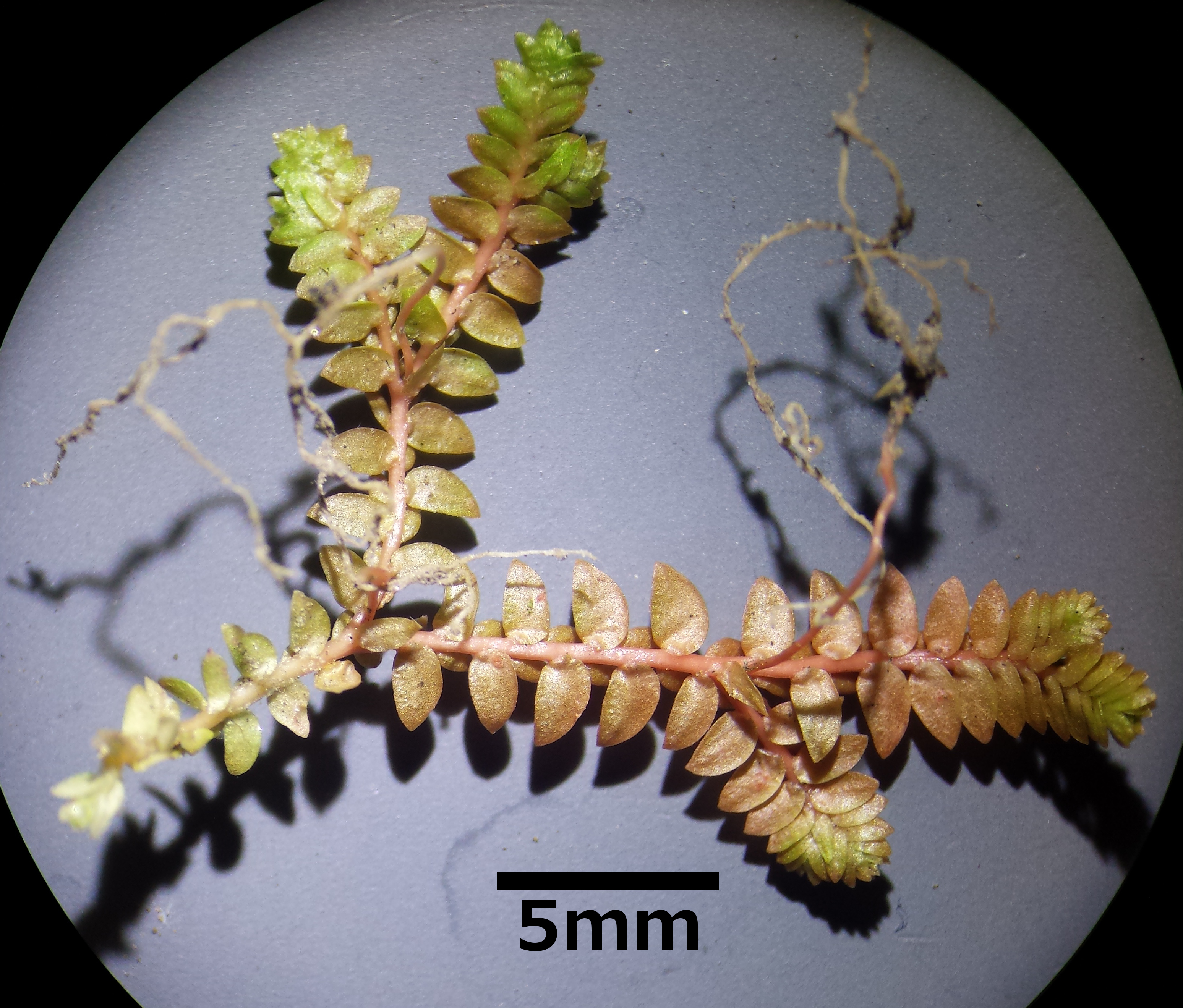
エゾノヒメクラマゴケ
根までの間の赤い軸が担根体

担根体（たんこんたい、rhizophore）とは、根にも茎にも似た植物の部分。シダ植物のイワヒバ属などに見られる。茎から出て下に伸び、そこから根を生じる。根持体とも呼ばれ、小葉類に独特のものとされる。その素性については根、あるいは茎と見る説、両者の中間と見る説、独立の存在とする説などがある。
ただし担根体という語は、ヤマノイモ科の植物の地下茎やヒルギ科の植物の胎生種子の根に対して用いられることもある。

## 外見的特徴
例えばイワヒバ科に属するクラマゴケは地表を這う茎に鱗状の小さな葉を並べて付ける植物で、外見的にはコケのように見える。もちろん根があって地下に伸びるのだが、茎の分枝点から下向きに出るものは表面が滑らかな茎のような棒状の構造で、これが地表に触れたところから二叉状に根が出る。地下に伸びる根は二叉状に分枝しながら伸びる。この地下部は間違いなく根の性質を持っている。ところが、地表までの部分は地下部のような根毛もなく、根らしい構造の多くを欠いている。この部分が担根体である。

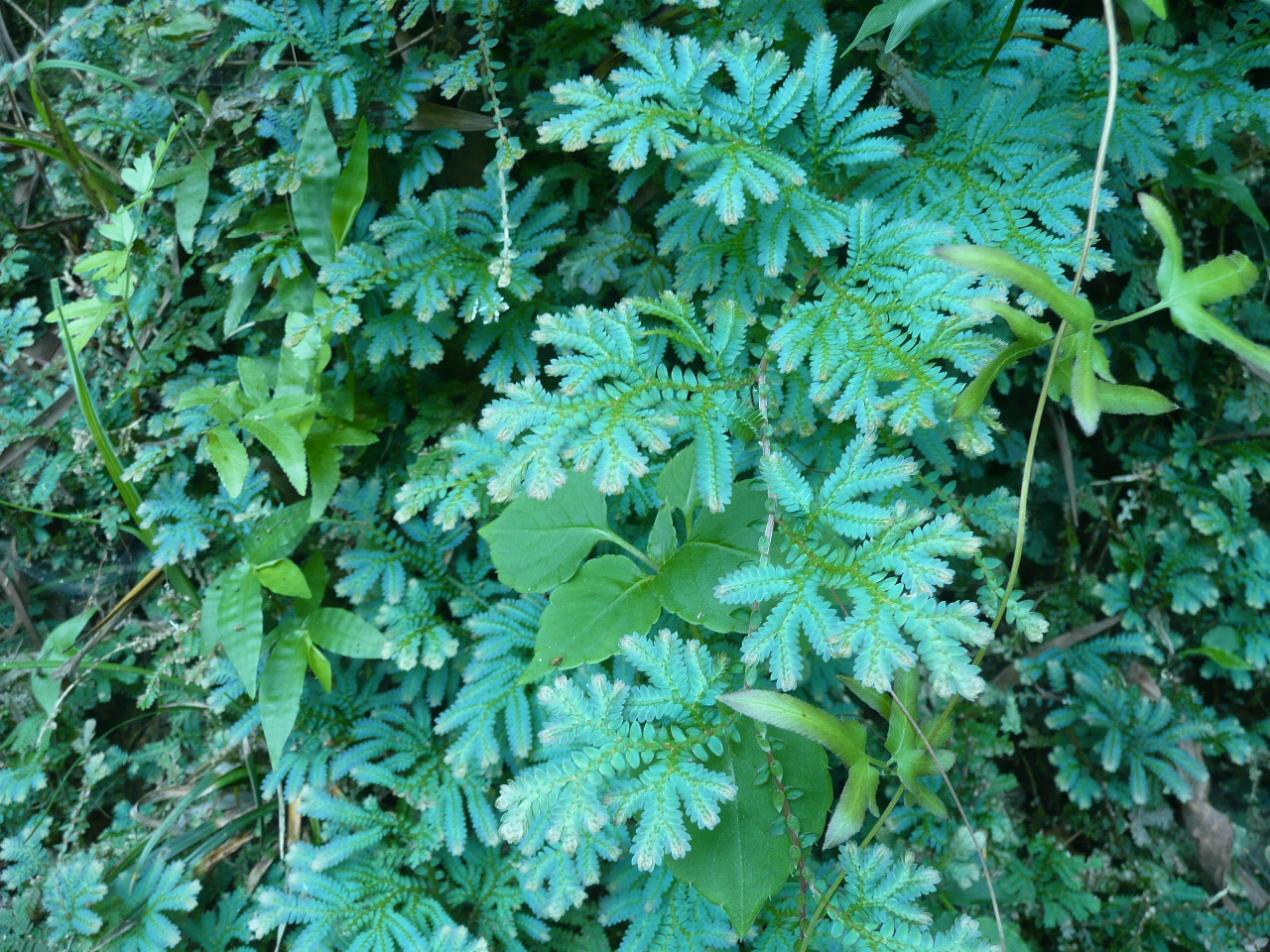
コンテリクラマゴケ 空中に匍匐茎を伸ばす
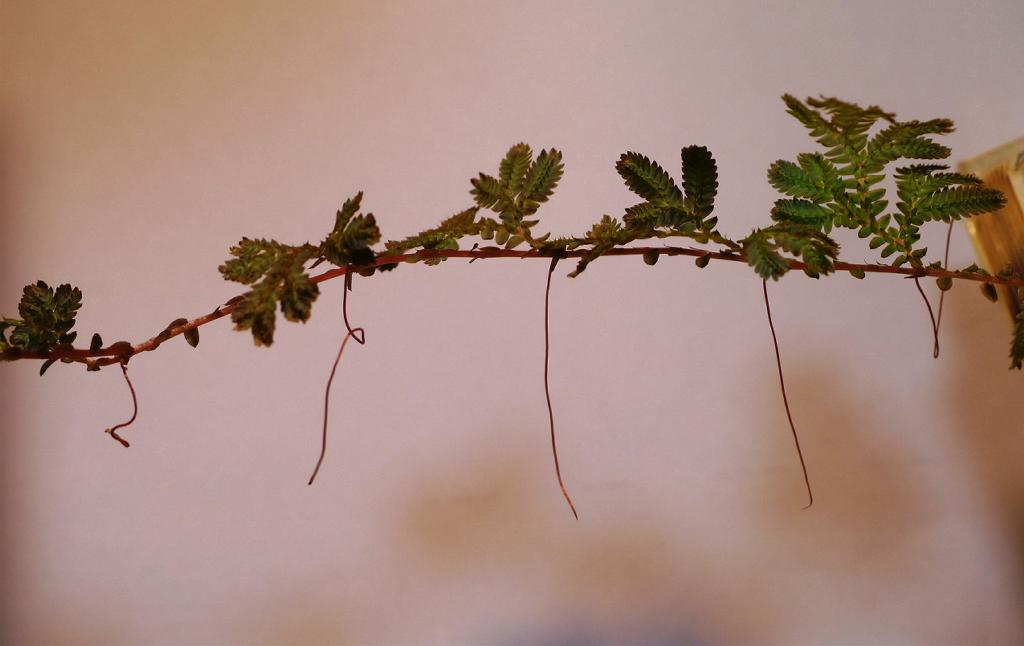
同・匍匐茎の先端付近 分枝ごとに担根体が出る
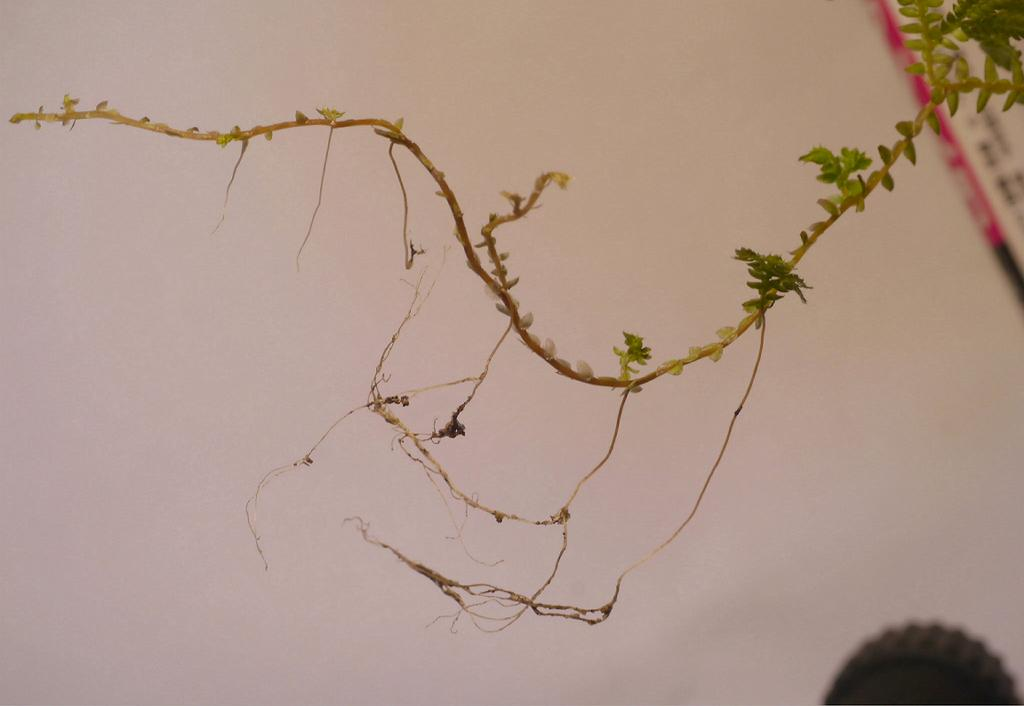
同、匍匐茎の基部 担根体の先から根が伸びる
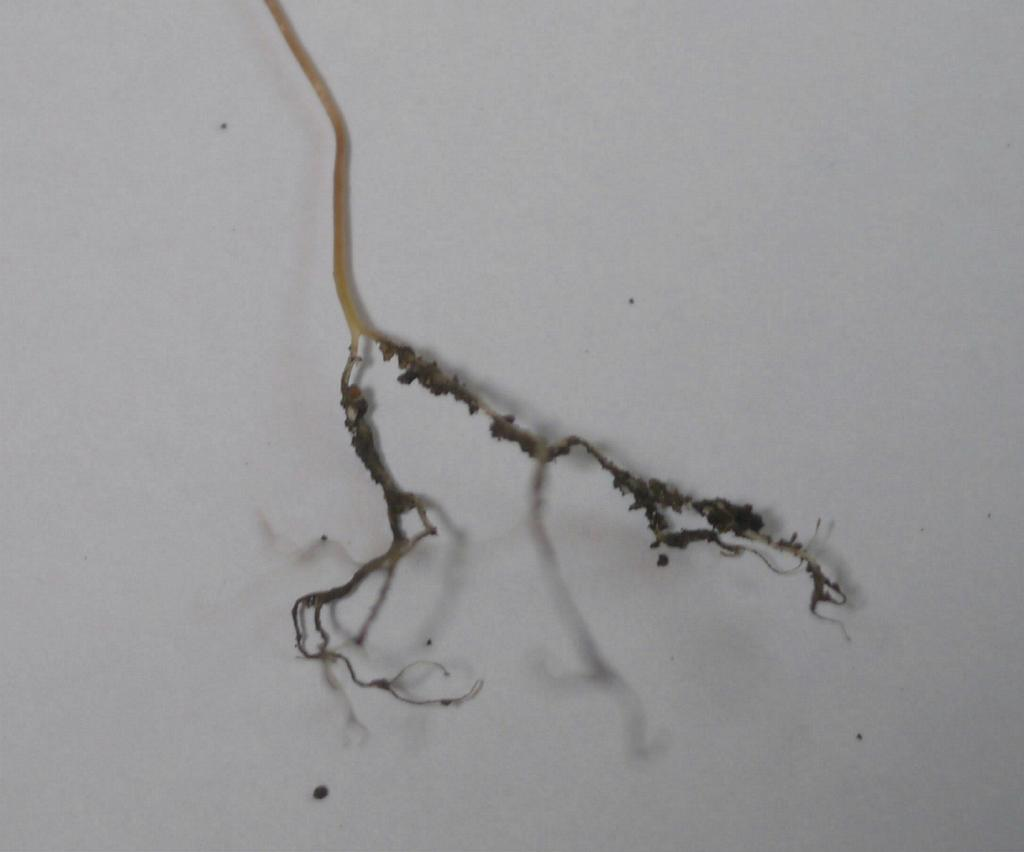
同・担根体先端 根が二叉分枝して出る

## 分類群との関係
イワヒバ科には約800種があり、これを1つの属にまとめる。これらの多くが茎から担根体を出す。担根体は細い棒状で、分枝しないものが多いが、熱帯の大型種では担根体そのものが複数回の二叉分枝をする例も知られている。多くは茎の下にあってさほど目立たないが、イワヒバではそれらが絡み合って仮幹を形成し、小さいながらも立ち上がった姿になり、時に高さ20cmにもなる。またオニクラマゴケでは茎は単独で立ち上がるが、これは太さ0.5mmに達する担根体に支えられている。
ミズニラ属は細長い線形の葉を束生する水草で、その茎はごく短い塊状になっている。だがその茎には上面の葉を付ける部位と下面の根を出す部位が明確に区別できる。この根を出す部分が短縮した担根体だと考えられている。
上記2群はいずれも小葉類という大きな群に含まれるものである。これに含まれるものとしては、他にヒカゲノカズラ科があるが、これは担根体を持たない。
化石種としては、有名なリンボク Lepidodendron なども直立した茎の根元から二叉分枝して地表に伸びる担根体を持っていたことが知られ、この根元の部分の化石は Stigmaria と名付けられている。ただしこれには真の根も含まれる。リンボクの担根体では、側面に根が規則的に出ており、それは茎に葉が並んでいるのを思わせる。ミズニラと類似のものは、例えば中生代三畳紀のプレウロメイア属 Pleuromeia に見られ、この植物は直立する茎を持つ木本であったが、その地下部は塊状で、そこから多数の根を出していた。この地下の塊状の部分が担根体である。他にも化石シダ類の、特に小葉類の中でも異形胞子（大胞子と小胞子の区別がある）を持つ系統のものでは多く見られ、この系統の進化において、その過程の初期に獲得されたものと思われる。

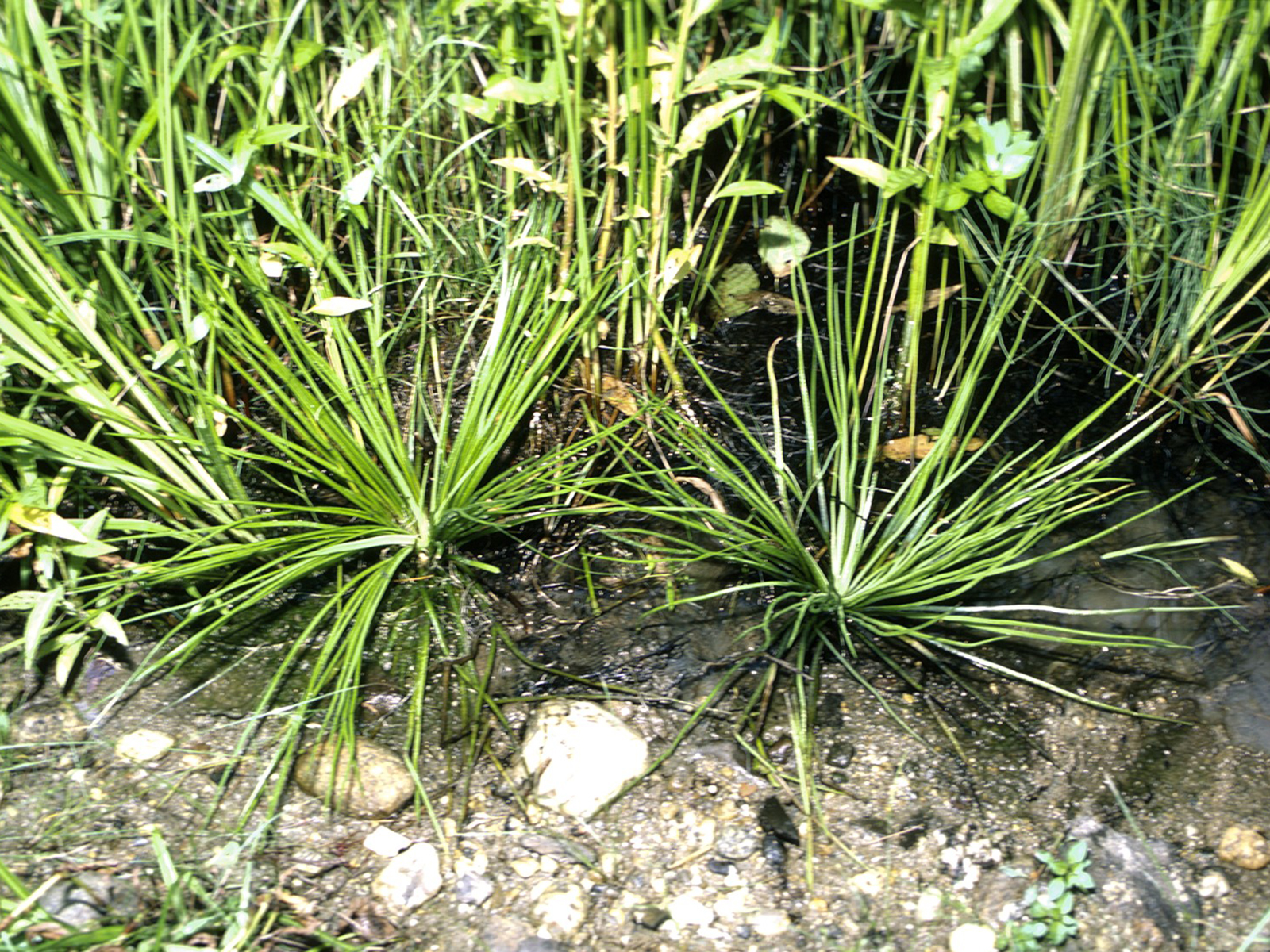
ミズニラ属の1種 Isoetes engelmannii
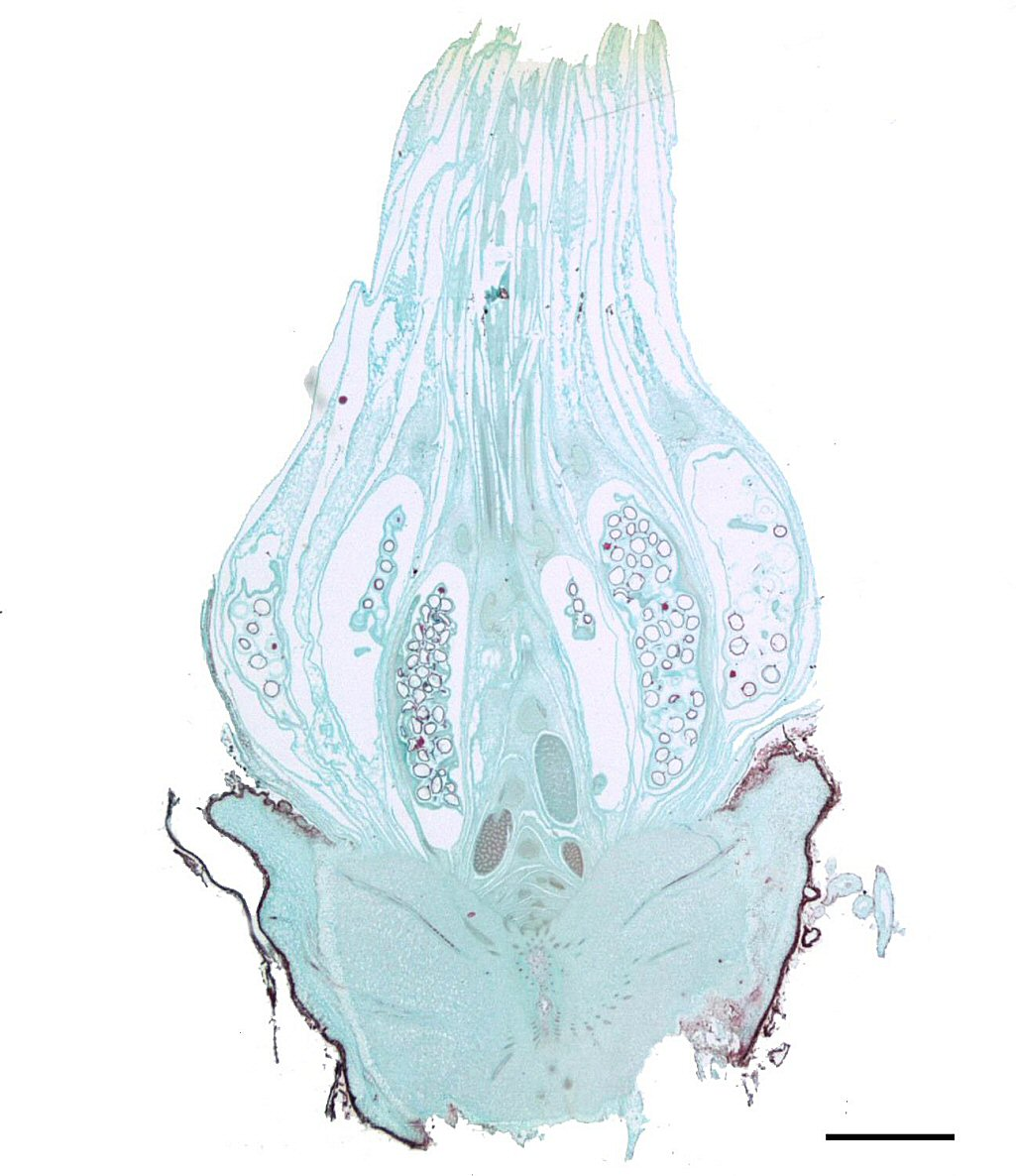
ミズニラ属の茎断面
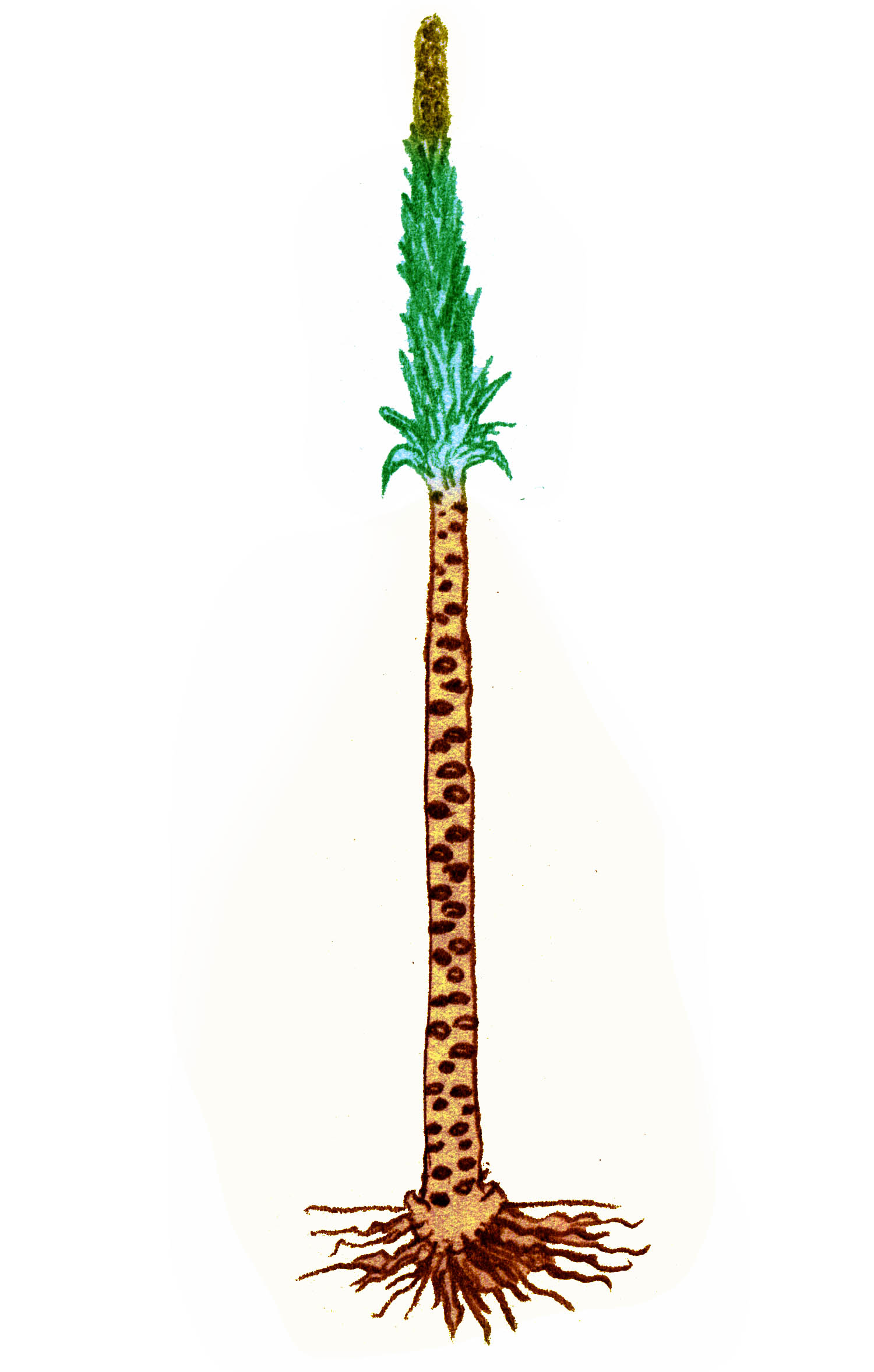
プレウロメイア属（復元図(w)）
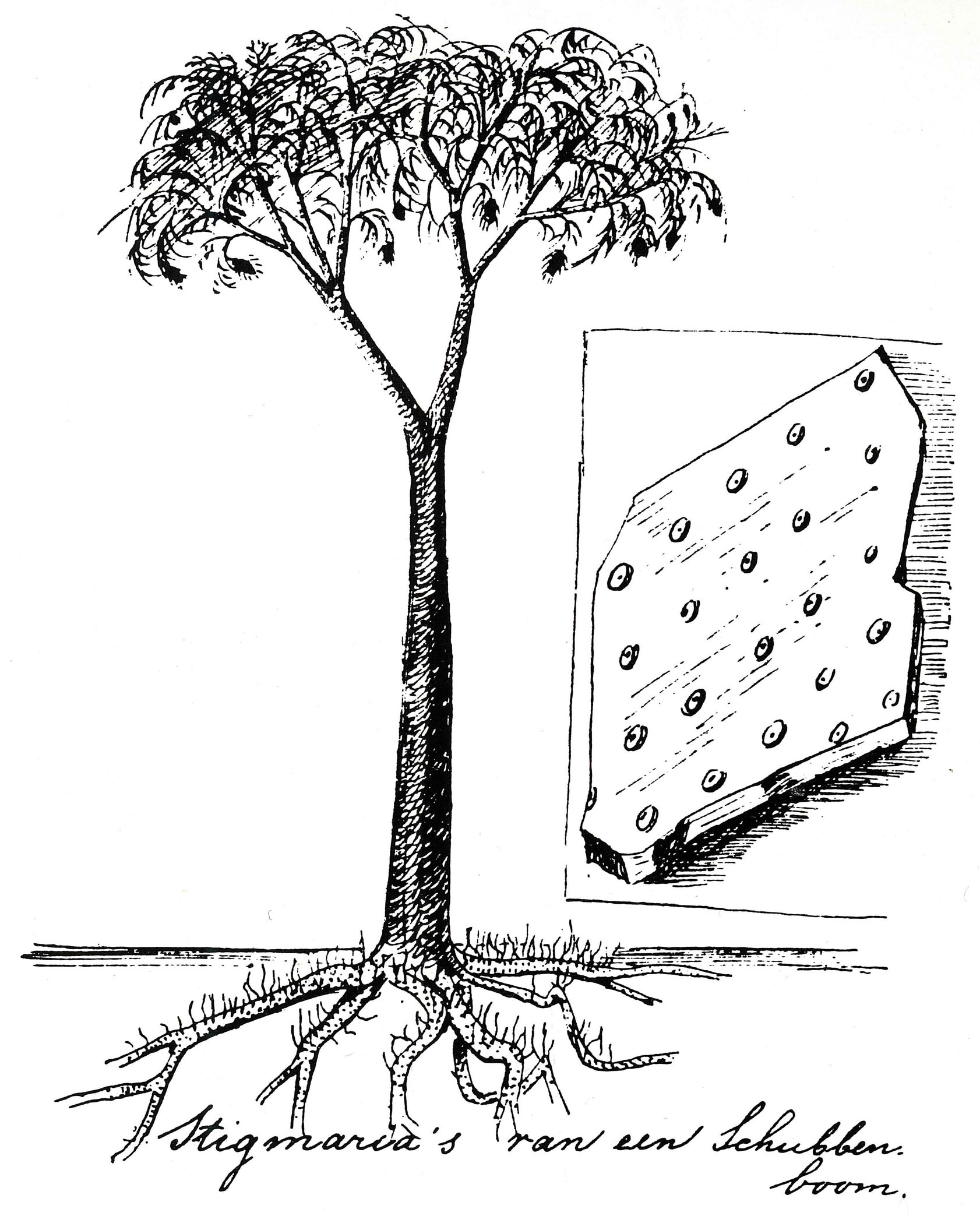
リンボク（復元図）

## その素性について
茎と根は一般的には連続したものであり、地上部と地下部である以外には同一のもののように考えられがちだが、実際には異なった器官であり、様々な構造や性質で区別される。茎は葉を出し、成長点は裸出し、また上向きに伸びる。根は表面に根毛を持ち、成長点は根の先端に裸出しておらず、その上を根冠が覆う。また、下向きに伸びる。内部構造においては、維管束の配列、つまり中心柱の構造そのものが異なっている。
担根体の場合、下向きに伸び、その中心柱は根と同じである。また表面に葉も毛などもない。これらの特徴は根に共通する。一方で、表面に根毛が無く、成長点の外に根冠がないことは、茎と共通する。それらの特徴をもって担根体を根、あるいは茎と判断する説はどちらもあった。さらに、担根体には葉がないが、植物ホルモンであるインドール酢酸で処理することで容易に葉を誘導することができるので、これは茎であることの有力な証拠ともされる。担根体が茎から出る場合、その形成は外生的である。
担根体の先端部の内部構造からは、根が生じる際に、まず担根体の先端にある担根体頂端細胞が消失し、その後に、内部に根の頂端細胞が2個生じ、これが根として伸び始める。するとそれを覆っていた端根体の組織は崩れ、根の先端が露出する。つまり、端根体の形成と根の発生の間に明らかな不連続性がある。これは、根と端根体とが別の器官であることを強く示唆するものとされる。ただしミズニラ属では担根体から根が出る場合、外生的に形成されるとの説があり、これがクラマゴケの担根体と相同であるかどうかについては今後の研究を待つ必要がある。
そのような観点から、これを独自の器官と考える説もある。それによると、植物は普通は根・茎・葉の三つの器官があると考えるのだが、小葉類のこの系統ではそれに加えて担根体という第4の器官があるのだと考えるものである。
リンボクの胚化石などと比較することで、胚から生じた軸の先端が二叉分枝し、その一方が地上茎、もう一方が担根体となると考えられる。この点、一般の種子植物が最初の軸の両端に茎と根を生じるのとは大きく異なる。

## 経緯
この構造の独自性を取り上げたのはネーゲリとLeitgeb で、1868年のことだった。この時点では茎から生じ、先端に根を分出形成する部分として認められた。その素性については茎から根への移行部であるともされ、またイワヒバ属が原始的な維管束植物であることから、茎と根の分化が不十分な段階であるとの主張もされた。田川(1959)は『根と茎の中間的な性質を持った枝』と表現している。
1960年代にはWebsterとSteevensがこれの形態形成について研究を行い、次のような事実を確認した。
- 担根体は茎の分岐部から外生的に生じること。
- 当初は根冠を持たないものの、伸張すると根冠を生じ、二分枝して地中に入るとそのまま根となること。

つまり根と担根体は連続しているものであり、担根体は単に地上にある根に過ぎないと考えられる。
この地上根説は彼らの提唱の後、広く認められることになったが、必ずしも定説とはされなかった。例えばオーキシンの輸送方向の研究（WochokとSussexが1974年に発表）は地上根説を支持したが、電気泳動法でのポリペプチド解析（JernstedとMansfieldが1985年に発表）では根でないとの判断が出たこともある。
だがImaichiとKatoは1990年前後にコンテリクラマゴケや熱帯産の大型種を材料に準超薄切片法という技術によって形態形成の研究を行い、上記のように担根体から根が生じる場合、Websterらが主張したように外生的に生じるのではなく、先端近くの内部に分裂組織を含む新たな根端が形成されることを示した。